# Мисс США 1959
Мисс США 1959 (англ. Miss USA 1959) — 8-й конкурс красоты Мисс США прошедший 22 июля 1959 года, в Long Beach Municipal Auditorium, Лонг-Бич, Калифорния. Победительницей конкурса стала Терри Хантингтон из штата Калифорния.

## Результаты
| Итоговое место | Участница |
| -------------- | --- |
| Мисс США 1959  | - Калифорния — Терри Хантингтон |
| 1-я Вице Мисс  | - Техас — Карелген Дуглас |
| 2-я Вице Мисс  | - Флорида — Нанита Грини |
| 3-я Вице Мисс  | - Джорджия — Дороти Тэйлор |
| 4-я Вице Мисс  | - Нью-Йорк — Арлен Несбитт |
| Топ 10         | - Алабама — Пэт Салливан - Арканзас — Донна Ниижам - Колорадо — Дайэнн Гарднер - Айова — Кай Нельсон - Луизиана — Мэри ЛоБьянко - Мэн — Кэролин Комант - Мэриленд — Диана Уайт - Миссури — Барбара Стелл - Невада — Джой Блэйн - Западная Виргиния — Уилда Эстер |

## Штаты-участницы
| - Алабама — Пэт Салливан - Аляска — Анна Леканоф - Аризона — Патрисия Варга - Арканзас — Донна Нидхэм - Калифорния — Терри Хантингдон - Колорадо — Дайан Гарднер - Коннектикут — Джейн Бургхардт - Делавэр — Линда Хьюмс - Вашингтон (округ Колумбия) — Ширли Хоббс - Флорида — Нанита Грин - Джорджия — Дороти Тейлор - Айдахо — Пэт Шерберн - Иллинойс — Арлин Кей - Индиана — Анита Уоткинс - Айова — Кей Нильсен - Кентукки — Шерри Уоткинс - Луизиана — Мэри ЛоБьянко - Мэн — Кэролайн Комант - Мэриленд — Дайан Уайт - Массачусетс — Беатрис Дюпри - Мичиган — Сьюзан Вестергард - Миннесота — Мюриэль Фэрбенкс - Миссури — Барбара Стелл | - Монтана — Бар-Бет Смит - Небраска — Присцилла Экрич - Невада — Джой Блейн - Нью-Гэмпшир — Нэнси Грей - Нью-Джерси — Джеральдин Биндер - Нью-Мексико — Кэрол Джонс - Нью-Йорк — Арлин Несбитт - Северная Каролина — Пегги Браун - Северная Дакота — Патрисия МакГинли - Огайо — Мари ди Карло - Оклахома — Сондра Осборн - Пенсильвания — Рода Качико - Род-Айленд — Глория Райдер - Южная Каролина — Мэри Пауэлл - Южная Дакота — Джанин Стрэттон - Теннесси — Марсия Даниэль - Техас — Карелджин Дуглас - Юта — Мелани Кэнфилд - Вермонт — Сандра Лакер - Виргиния — Пэт Пойндекстер - Вашингтон — Лия Робинсон - Западная Виргиния — Вильда Эстеп - Висконсин — Charlene Krause |